# Armia Południowo-Kubańska
Armia Południowo-Kubańska (ros. Южно-Кубанская армия) – powstańcza antybolszewicka formacja wojskowa Kozaków kubańskich na Kubaniu w 1918 r.
W miesiącach po rewolucji październikowej ludność Kubania silnie się spolaryzowała. Miejscowi mieszkańcy niebędący Kozakami (inogorodnyje) popierali bolszewików, podczas gdy Kozacy opowiedzieli się po stronie białych. W kwietniu 1918 r. cały obszar Kubania został opanowany przez siły bolszewickie. Kluczową rolę w tworzeniu lokalnych rad robotniczych i żołnierskich odegrali powracający z frontu żołnierze 39 dywizji piechoty. W maju 1918 r. proklamowana została Kubańsko-Czarnomorska Republika Radziecka, która w lipcu tego samego roku weszła w skład Północnokaukaskiej Republiki Radzieckiej. Rozpoczęły się represje wobec bogatszych Kozaków kubańskich. Biedniejsi natomiast otrzymywali ziemię z rozparcelowanych majątków ziemskich. Wojsko kubańskie było rozbrajane. W tej sytuacji zaczęły powstawać powstańcze oddziały i grupy wojskowe, zwalczające rewolucjonistów.
Jeden z takich oddziałów został utworzony w czerwcu 1918 r. w stanicy Procznookopskiej w okręgu łabińskim. Na jego czele stanął podesauł Sołocki, działacz konspiracyjnego Stowarzyszenia Zbawienia Kubania. Do oddziału dołączyły inne, tworząc powstańczą Armię Południowo-Kubańską, której liczebność osiągnęła 10 tys. ludzi. Ich największym sukcesem było zdobycie Armawiru, skąd jednak szybko zostali wyrzuceni przez przeważające siły bolszewickie. W celu wsparcia powstańców kozackich gen. Anton I. Denikin, dowódca Armii Ochotniczej, wysłał im na pomoc cztery sotnie Kozaków kubańskich i Czerkiesów. Jednakże jeszcze przed ich przybyciem Armia Południowo-Kubańska poniosła klęskę w rejonie stanicy Isprawnaja. Około 5 tys. Kozaków (1 Pułk Łabiński i 1 Pułk Choperski oraz dwa bataliony) połączyło się z oddziałem kawaleryjskim płk. Andrieja G. Szkury, który wkrótce dołączył do Armii Ochotniczej. Reszta powstańców kubańskich, poniósłszy kolejną porażkę pod stanicą Andriejewskaja, ruszyła w kierunku Suchumi i po przekroczeniu granicy z Gruzją została internowana.